# تا آخرین نفس
تا آخرین نفس فیلمی به کارگردانی کامران قدکچیان و نویسندگی بهمن زرین‌پور محصول سال ۱۳۵۷ است.

## داستان
دو برادر به نام‌های خلیل و حجت یک کارخانه مشترک دارند. حجت با زنی ازدواج می‌کند که از نظر خلیل لیاقت برادرش را ندارد. قاسم، دوست خانوادگی آنها، مرتکب قتل می‌شود. حجت به برادرش خلیل مشکوک است.

## بازیگران
- ناصر ملک مطیعی
- چنگیز وثوقی
- گلی زنگنه
- داریوش ایران‌نژاد
- هنگامه
- جلال پیشواییان
- کامران قدکچیان
- پری افشار
- اکبر اصفهانی
- میرزاخانی
- مهدی‌زاده
- بنی‌هاشمی